# St. Wenzel (Lettin)

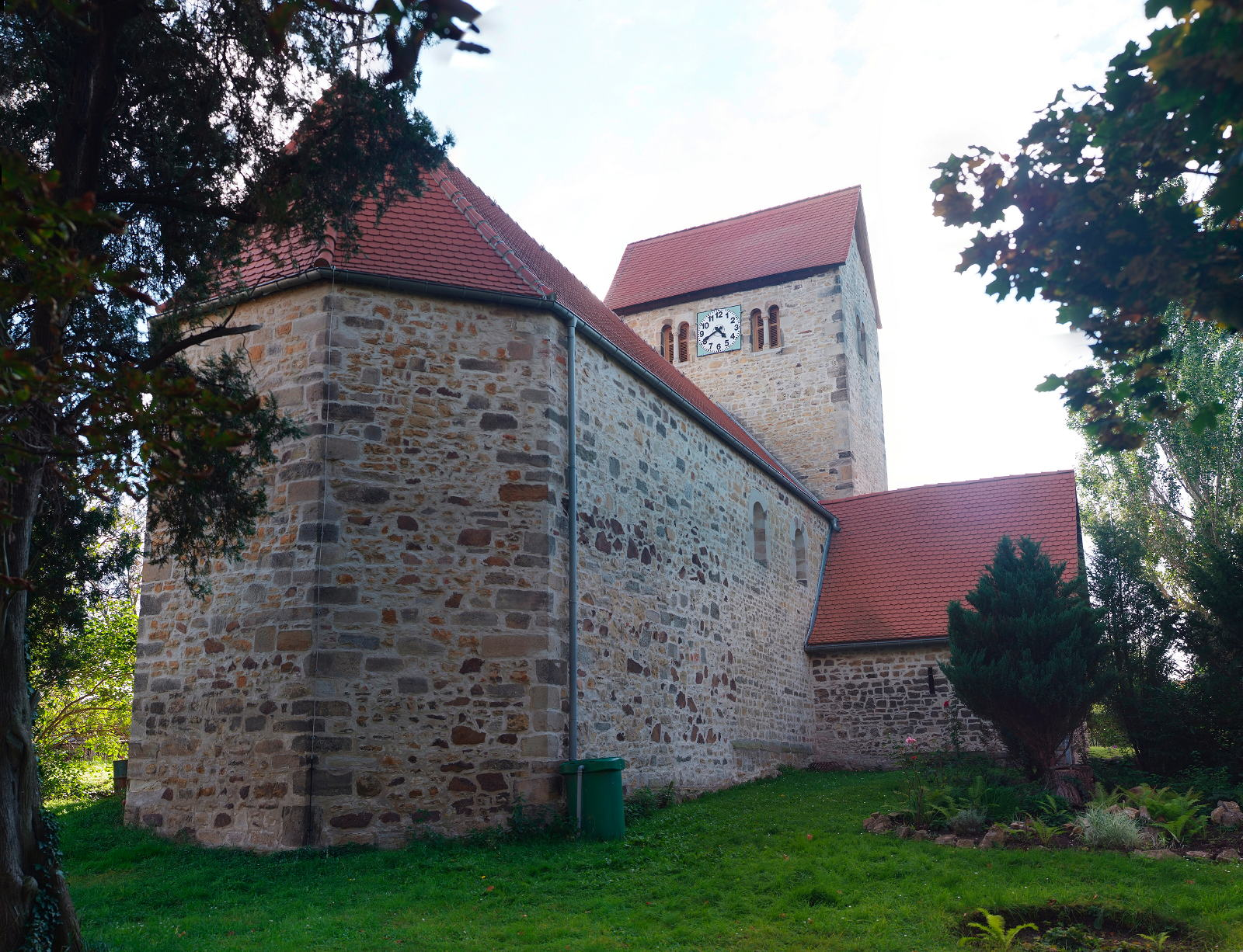
Dorfkirche Lettin in Halle (Saale)

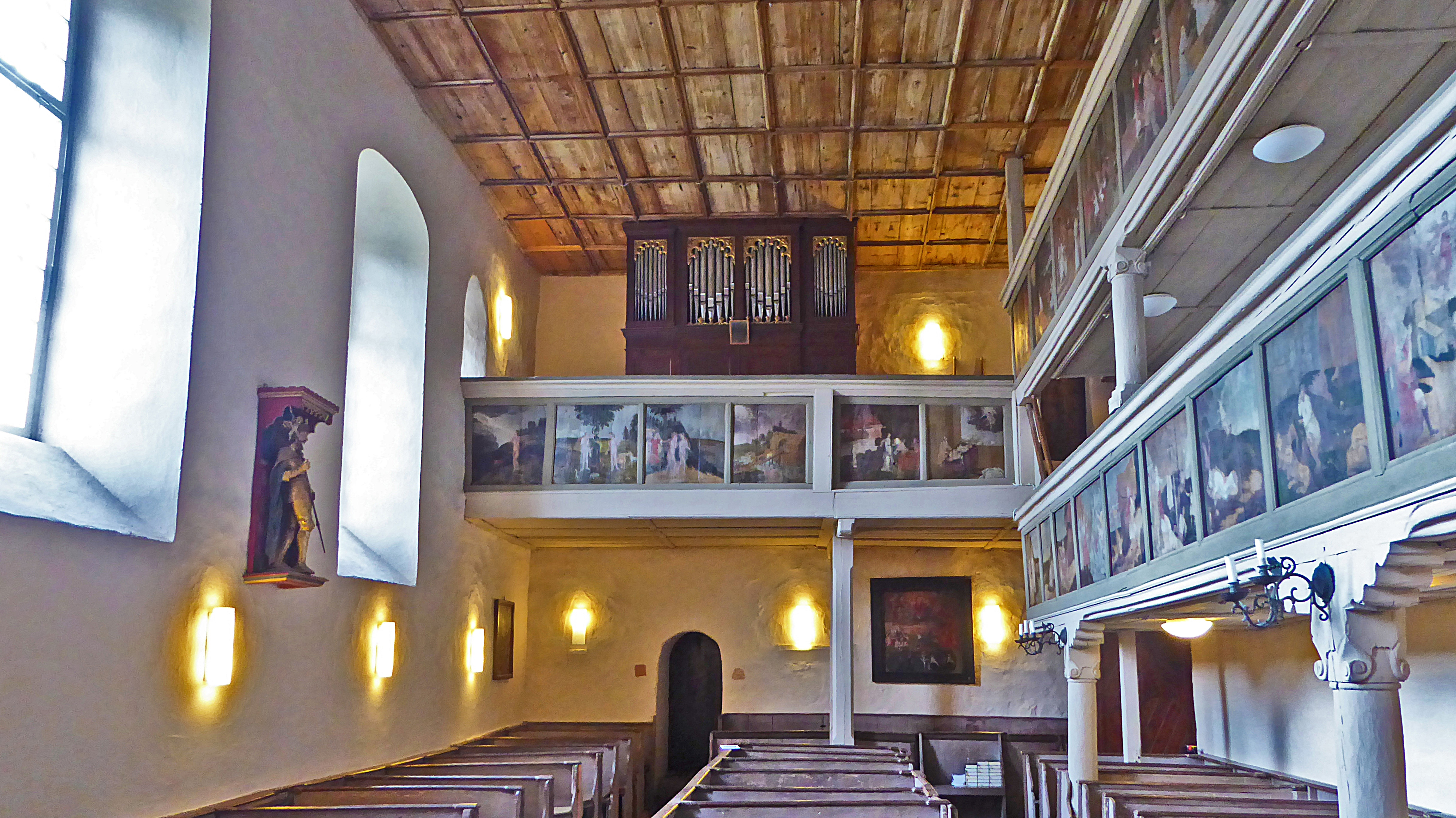
Innenansicht

Die denkmalgeschützte evangelische Kirche St. Wenzel befindet sich im ehemaligen Dorf Lettin, heute ein Stadtviertel im Stadtteil Lettin, Stadtbezirk West, von Halle (Saale). Die Kirchengemeinde gehört zum Pfarrbereich Dölau/Lieskau/Lettin/Heide-Nord im Kirchenkreis Halle-Saalkreis der Evangelischen Kirche in Mitteldeutschland. Im Denkmalverzeichnis der Stadt Halle ist die Kirche unter der Erfassungsnummer 094 04836 verzeichnet.

## Geschichte

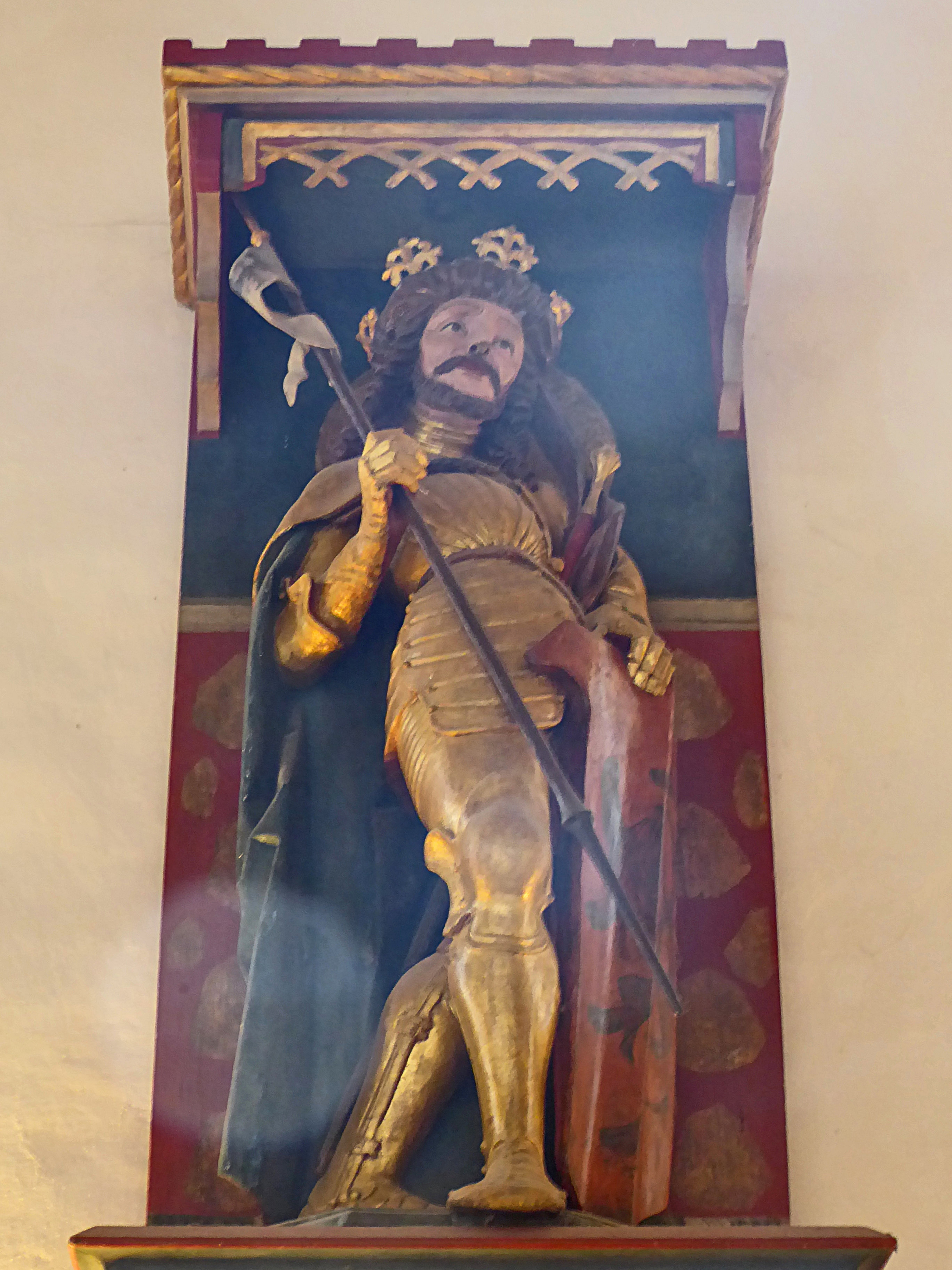
Hl. Wenzel von Böhmen

Der Ursprung des 1950 eingemeindeten Ortes Lettin geht auf die slawische Besiedelung der Gegend im 7. und 8. Jahrhundert zurück. Zu Beginn des 9. Jahrhunderts errichteten die Franken aus strategischen Gründen an einer erhöhten Stelle des Saaleufers ein Kastell. Wann zu dieser Zeit die erste hölzerne Kirche hier errichtet wurde, ist nicht mehr nachvollziehbar.
Das heutige, dem Heiligen Wenzel von Böhmen geweihte Gebäude wurde vermutlich in der zweiten Hälfte des 12. Jahrhunderts errichtet. Davon zeugt insbesondere der rechteckige romanische Saal mit Westquerturm. Im Innern hat sich teilweise die Ausstattung aus der Spätgotik erhalten.
Ab dem letzten Drittel des 17. Jahrhunderts erfolgte eine Barockisierung des Baus. So verlängerte man um 1680 das Kirchenschiff nach Norden und setzte große Rechteckfenster ein. 1714/1715 erhielt die Kirche einen polygonalen Chorabschluss und im 19. Jahrhundert eine Orgel.
In den Jahren 1992 und 1993 erneuerte man das Außenmauerwerk, die Fenster und die Schallarkaden der Kirche. Der aus jüngerer Zeit stammende südliche Vorbau mit dem heutigen Eingang wurde 1998 saniert.

## Architektur und Ausstattung

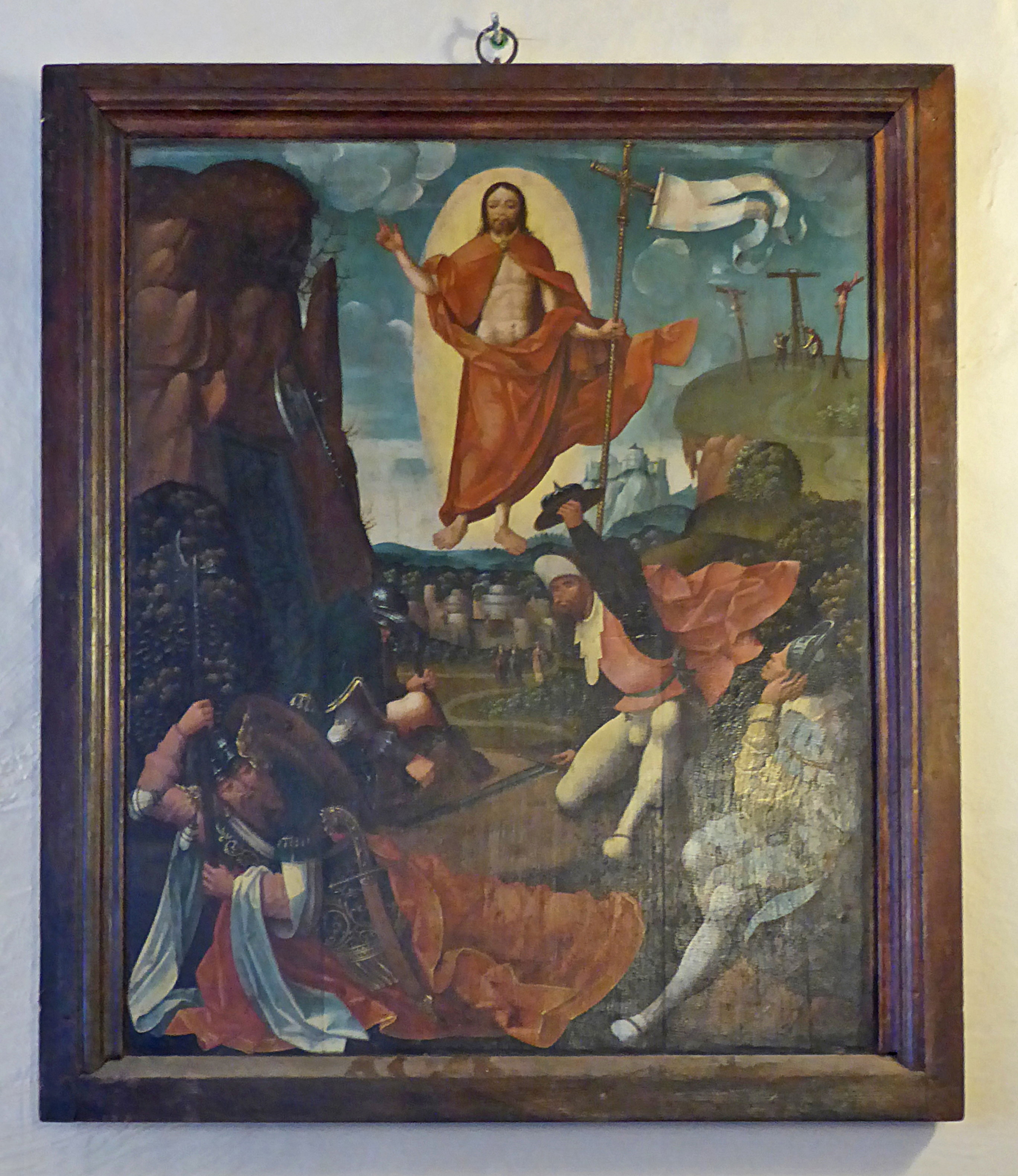
Auferstehung Christi

Der romanische Charakter der Kirche ist noch gut an den Schallöffnungen in Form der Doppelarkade am Glockengeschoss des Turmes zu erkennen. Auch sind die kleinen romanischen Fenster und an der Nordfassade eine heute vermauerte Pforte noch vorhanden, ebenso wie im Innern eine Doppelarkade zwischen Turm und Kirchenschiff.
Das Kirchenschiff überspannt eine kassettierte Holzdecke. Eine L-förmig umlaufende Holzempore  mit einem Bilderzyklus von Tobias Knopf aus dem Jahr 1683 stellt Szenen aus dem Alten Testament und der Passion dar. Vermutlich schuf Tobias Knopf auch das um 1680 gemalte Epitaph mit dem Jüngsten Gericht.
Bemerkenswert ist die spätgotische, farbig gefasste Holzskulptur des heiligen Wenzel als Ritter aus der Zeit um 1500 neben dem Eingang in die Kirche.
Der Schnitzaltar aus dem letzten Drittel des 15. Jahrhunderts stammt aus der gleichen Werkstatt wie der Altar der Kirche in Dölau. Im Schrein ist Maria mit acht Heiligen dargestellt, auf den Flügeln die 12 Apostel. Die Rückseiten sind mit der Verkündigung bemalt. Die Sakramentsnische mit spätgotischem Architekturrahmen ist auf die gleiche Zeit datierbar.
Aus der ersten Hälfte des 16. Jahrhunderts sind ein überlebensgroßes Kruzifix und ein Tafelbild mit der Auferstehung Christi, das bemerkenswerte Werk eines niederländisch beeinflussten Meisters aus Mitteldeutschland, erhalten geblieben.
Die Sandsteintaufe in achteckiger Kelchform stammt aus 1715; die Messingschale aus dem Jahr 1643.
Die Orgel von 1860 auf der Westempore wurde in der Werkstatt von August Ferdinand Wäldner in Halle gefertigt.